# 下瓊戈斯區
下瓊戈斯區（西班牙語：Chongos Bajo）是秘魯的一個區，位於該國中部胡寧大區的丘帕卡省，始建於1854年10月5日，面積102.74平方公里，海拔高度3,269米，2005年人口4,696，人口密度每平方公里46人。